# 31469 Aizawa
31469 Aizawa este un asteroid din centura principală de asteroizi.

## Descriere
31469 Aizawa este un asteroid din centura principală de asteroizi. A fost descoperit pe 10 februarie 1999 la Socorro, New Mexico, în cadrul proiectului LINEAR. Asteroidul prezintă o orbită caracterizată de o semiaxă mare de 2,34 ua, o excentricitate de 0,16 și o înclinație de 5,4° în raport cu ecliptica.